# Henryk Muszyński

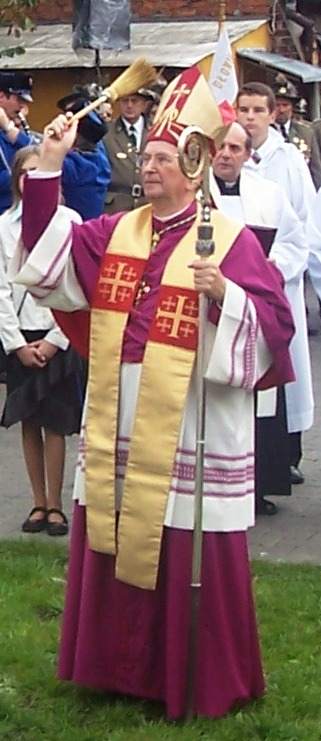
Fotografie Henryka Muszyńského z návštěvy Rogoźna, 1. října 2006.

Henryk Muszyński [henryk mušyňský] (nar. 20. března 1933 v Kościerzyně) - arcibiskup metropolita hnězdenský, polský primas; kustod ostatků svatého Vojtěcha v Hnězdně.
Narozen 20. března 1933 v Kościerzyně na Pomoří považuje se za Kašuba a "lokálního vlastence". S mateřskou Chełmińskou diecézí byl svázán do roku 1987.

## Vzdělávání a rozvoj kariéry
Absolvoval Katolickou univerzitu v Lublinu a také Papežskou univerzitu Gregoriana. Kněžské svěcení přijal 28. dubna roku 1957. V roce 1967 obhájil doktorát z teologie na Studium Biblicum Franciscanum v Jeruzalému a v roce 1973 doktorát z biblistiky v Římě. V roce 1986 obdržel profesuru ve Varšavě. 25. dubna 2008 získal doktorát honoris causa na Univerzitě Kazimíra Velkého v Bydhošti.
Je považován za jednoho z nejlepších polských církevních expertů k otázkám Evropské unie. Henryk Muszyński je spoluautorem (společně s Danutou Hübner a Tadeuszem Pieronkiem) brožury „10. obtížných otázek o Evropu a Polsko”, kterou v roce 2002 měl povinně obdržet každý polský probošt.
19. prosince 2009 byl jmenován papežem Benediktem XVI. primasem Polska a vystřídal na tomto místě kardinála Józefa Glempa. Ve shodě s papežským privilegiem z roku 1749 mohl obléci červenou kleriku i když není kardinálem, z titulu úřadu legata nata.

## Názory
Henryk Muszyński patří mezi liberálnější polské církevní hierarchy. Propaguje tolerance vůči nekřesťanským náboženstvím a respektování odlišných kultur. Je zastáncem reforem druhého vatikánského koncilu (1962-1965). Nicméně názory Henryka Muszyńského k hlavním otázkám současné občanské debaty v Polsku jsou vnímané jako radikální. Patří mezi ně zpochybňování rozhodnutí Evropského soudu pro lidská práva  nebo nepřátelské výpovědi na adresu homosexuálů .